# Gyalopion
Gyalopion – rodzaj węży z podrodziny Colubrinae w rodzinie połozowatych (Colubridae).

## Zasięg występowania
Rodzaj obejmuje gatunki występujące w Stanach Zjednoczonych i Meksyku.

## Systematyka

### Etymologia
Gyalopion (Gyalopium): gr. γυαλον gualon „pusty, wydrążony”; πιων piōn, πιονος pionos „gruby, otyły”.

### Podział systematyczny
Do rodzaju należą następujące gatunki: 
- Gyalopion canum (Cope, 1860)
- Gyalopion quadrangulare (Günther, 1893)